# Clères
Clères település Franciaországban, Seine-Maritime megyében. Lakosainak száma 1380 fő (2022. január 1.). Clères Anceaumeville, Authieux-Ratiéville, Le Bocasse, Frichemesnil, Grugny, La Houssaye-Béranger, Mont-Cauvaire és Sierville községekkel határos.

## Népesség
A település népességének változása:
| Lakosok száma | 1388 | 1363 | 1382 | 1369 | 1372 | 1377 | 1376 | 1380 | 1380 |
|               | 2013 | 2015 | 2016 | 2017 | 2018 | 2019 | 2020 | 2021 | 2022 |